# Stictocephala substriata
Stictocephala substriata är en insektsart som beskrevs av Walker. Stictocephala substriata ingår i släktet Stictocephala och familjen hornstritar. Inga underarter finns listade i Catalogue of Life.